# نتسيكيليلو نياوزا
نتسيكيليلو نياوزا (بالإنجليزية: Ntsikelelo Nyauza) (10 مايو 1990 - ) هو لاعب كرة قدم جنوب أفريقي في مركز الدفاع. لعب مع أورلاندو بيراتس وبلاتينيوم ستارز ‏ وRoses United F.C. ‏.

## روابط خارجية
- نتسيكيليلو نياوزا على موقع قاعدة بيانات كرة القدم.إي يو (الإنجليزية)
- نتسيكيليلو نياوزا على موقع Soccerway.com (الإنجليزية)